# Korneel Detailleur
Korneel Detailleur (Oostende, 19 oktober 1986) is een Vlaams illustrator.

## Leven
Korneel Detailleur groeide op in Gistel, nabij Oostende. Hij studeerde animatiefilm en illustratie aan het KASK in Gent. Hij woont en werkt in Oostende. Korneel Detailleur illustreert voor de boekenwereld en werkt(e) ook voor andere opdrachtgevers zoals De Morgen, Knack Weekend en Mu.ZEE.
Passe-Vite, een kortfilm waaraan hij meewerkte, haalde de tweede plaats op het Leuven Kort Filmfestival en werd geselecteerd voor het Annecy Filmfestival.

## Werk
Korneel Detailleur debuteert als kinderboekillustrator in 2010 met De Baron en zijn marionetten, een uitgave naar aanleiding van een tentoonstelling over James Ensor in Mu.ZEE. Daarna maakt hij illustraties bij het boek 'Zoon' van Raf Walschaerts, en andere tekeningen voor een aantal nummers van Querido’s Poëziespektakel – een bloemlezing met allerlei gedichten rond een bepaald thema – en covers voor Het kleine Paradijs en Vissen smelten niet, twee jeugdboeken van Jef Aerts waarbij de relatie tussen kind en ouders een centrale plaats inneemt. Wanneer hij de illustraties verzorgt bij Iemands Lief van Bart Moeyaert, dat verschijnt in 2013, wordt er meer ruchtbaarheid aan zijn werk gegeven.
De stijl van Korneel Detailleur is onwezenlijk, en kent een soms surreëel karakter. Het zijn vaak poëtische, bevreemdende tekeningen met veel ruimte voor eigen invulling. Hij creëert het liefst een nieuwe, bizarre werkelijkheid die toch volstrekt acceptabel aanvoelt. Korneel Detailleur is kleurenblind (rood-groenkleurenblindheid).